# Blek pungmes
Blek pungmes (Anthoscopus musculus) är en fågel i familjen pungmesar inom ordningen tättingar. Den förekommer i savann och buskmarker i delar av östra Afrika. Beståndet anses vara livskraftigt.

## Utseende
Blek pungmes är en mycket liten (åtta cm) färglös tätting med vitaktig undersida, mycket kort stjärt, kort och spetsig konformad näbb och rätt starka ben och fötter med korta tibia. Det mesta av huvudet och ovansidan är brungrå, med otydlig ljusare beige anstrykning på panna och örontäckare med svaga mörkare prickar. Den har vidare ett sotfärgat tygelstreck kantat ovan av ett otydlig ljus linje, men detta kan vara svårt att se i fält. Vingar och stjärt är mörkare, med ljusare gråaktiga kanter. På haka, strupe och undersida är den smutsvit, på buk och undre stjärttäckare med beige anstrkyning. Ögat är brunt, näbben svartaktig, dock ljusare mot rot och skärsidor. Benen är mörkt blågrå eller svartaktig. Arten skiljs från grå pungmes huvudsakligen genom helt vitaktig undersida.

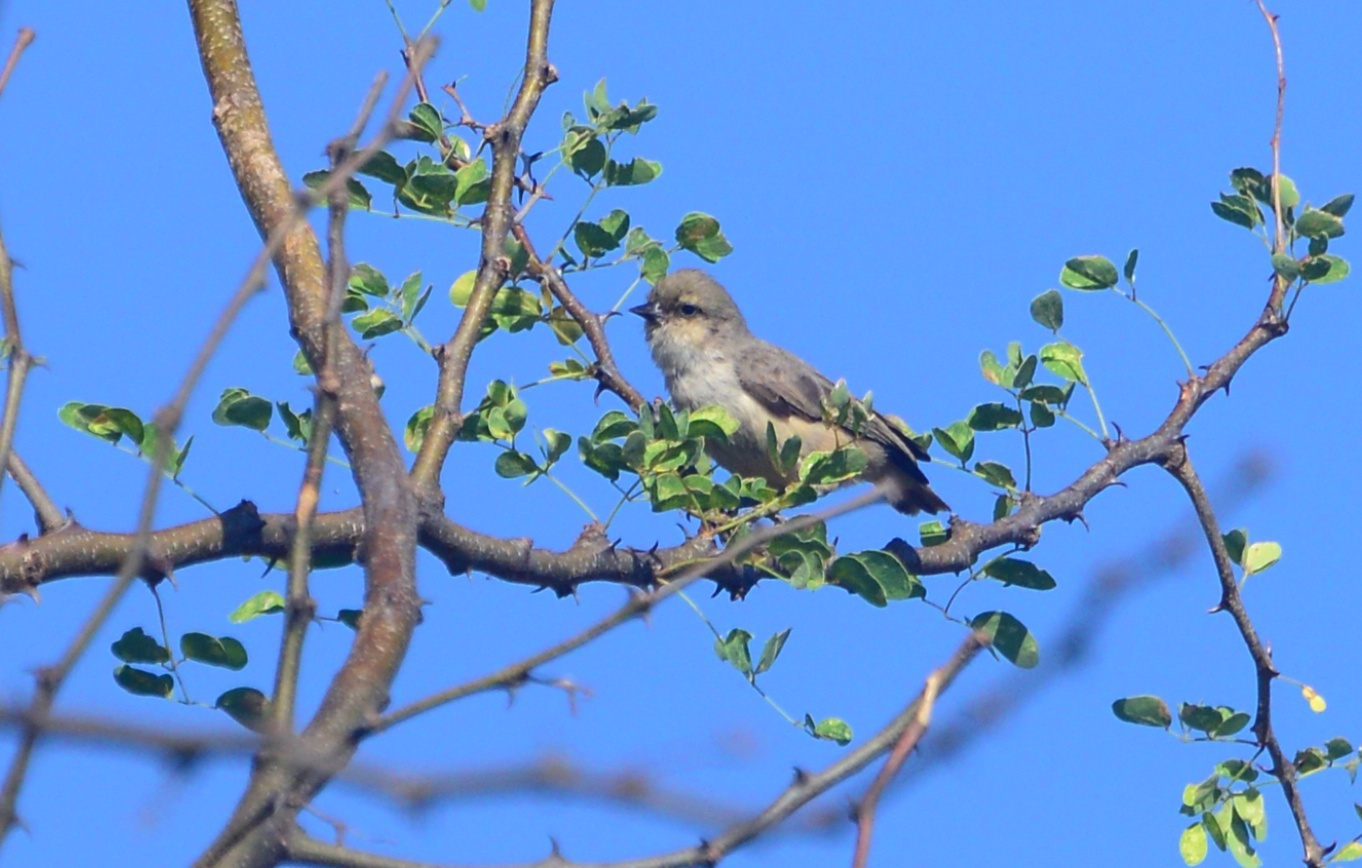

## Utbredning och systematik
Blek pungmes förekommer i torr savann och tropiska samt subtropiska torra buskmarker i Etiopien, Somalia, Kenya, Tanzania, Sudan och Uganda. Den behandlas som monotypisk, det vill säga att den inte delas in i några underarter.

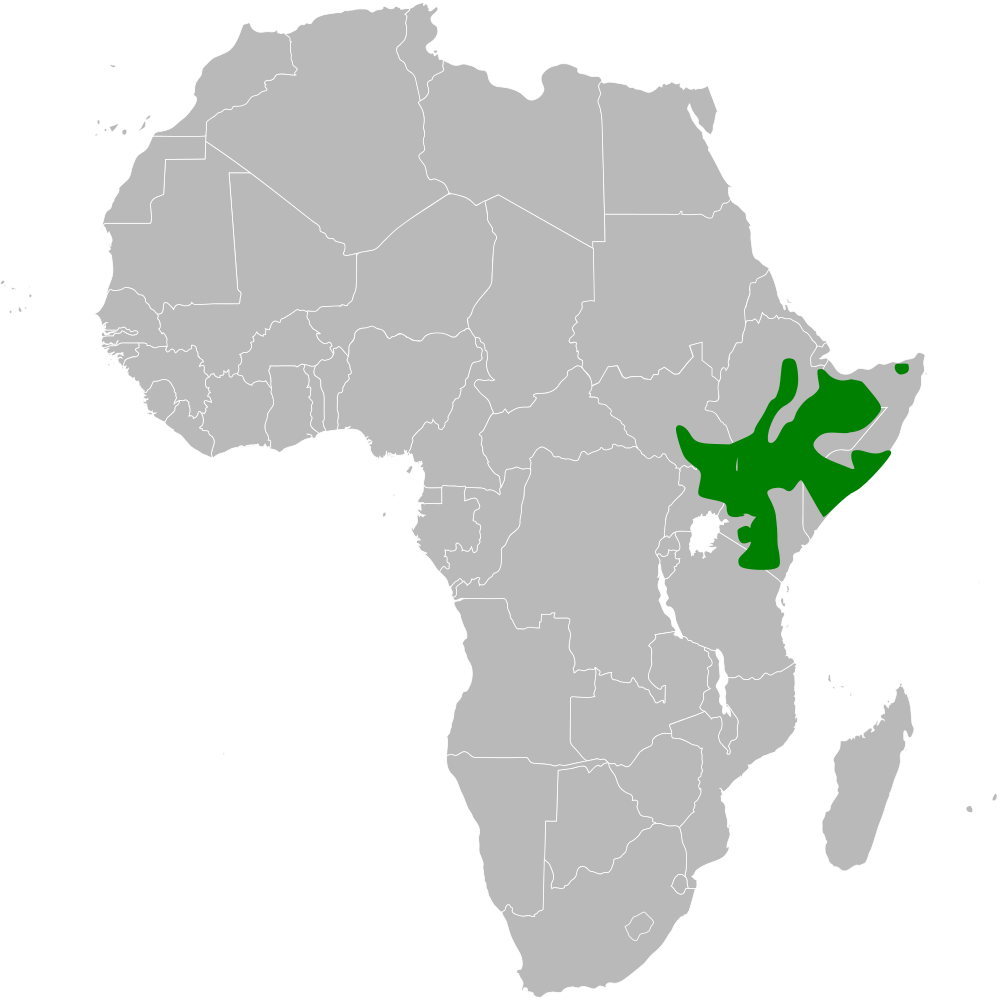

## Status och hot
Arten har ett stort utbredningsområde och en stor population med stabil utveckling och tros inte vara utsatt för något substantiellt hot. Utifrån dessa kriterier kategoriserar internationella naturvårdsunionen IUCN arten som livskraftig (LC). Världspopulationen har inte uppskattats men den beskrivs som ovanlig men lätt förbisedd.